# 連邦国防・国民保護・スポーツ省
連邦国防・国民保護・スポーツ省(ドイツ語: Eidgenössisches Departement für Verteidigung, Bevölkerungsschutz und Sport、フランス語: Département fédéral de la défense、de la protection de la Population et des sports、イタリア語: Dipartimento federale della difesa、ロマンシュ語:Departament federal da defensiun, protecziun da la populaziun e sport)は、スイスの行政機関。
省を統括するのは連邦参事会の閣僚たる連邦参事である。

## 名称
1848年、軍事省として設立。
1979年に連邦軍事省に改名。
1998年より連邦国防・国民保護・スポーツ省に改編。

## 構造[1]
- 事務総局
- スイス軍
- 連邦民間防衛庁（ドイツ語版）
- 連邦スポーツ庁（ドイツ語版）[2]
- 連邦防衛調達庁（ドイツ語版）
- 連邦地形局（ドイツ語版）
- 軍事司法事務所(軍事司法)
- 連邦情報局（ドイツ語版）
- 国家安全保障政策事務局
- 国立サイバーセキュリティセンター